# Michael Morell
Pour les articles homonymes, voir Morell.
Michael Joseph Morell, né à Cuyahoga Falls (Ohio) le 4 septembre 1958, est un analyste américain du renseignement travaillant pour la Central Intelligence Agency entre 1980 et 2013.

## Biographie
Michael Morell est directeur adjoint de la Central Intelligence Agency (CIA) entre 2010 et 2013 ainsi que son directeur, à deux reprises par intérim, d'abord en 2011, puis de 2012 à 2013. Depuis 2013, il est conseiller principal de la société de conseil stratégique Beacon Global Strategies (en). Il est connu pour avoir critiqué le rapport de 2014 du comité sénatorial du renseignement (United States Senate Select Committee on Intelligence) sur l'utilisation par la CIA de techniques d’interrogatoire renforcée, que beaucoup considèrent comme des actes de torture, et est également partisan des tueries ciblées (targeted killing) par drones.
De 2014 à 2016, il contribue à la chaîne CBS News en tant que collaborateur sur les questions de contre-terrorisme, de renseignement et de sécurité nationale. En août 2016, juste après avoir démissionné de son poste, il prend publiquement position en faveur de la candidature d'Hillary Clinton à la présidence dans une tribune publiée dans The New York Times. Clinton relaie cet article sur son fil Twitter avec la citation de Morell : « Elle remplira le plus important devoir d'un président : garder notre nation sûre ».

## Interview à CBS News et position pendant la campagne présidentielle américaine de 2016
Début août 2016, Morell prend clairement position en faveur d'Hillary Clinton dans une tribune du New York Times intitulée : « J'ai dirigé la CIA, et maintenant je soutiens Hillary Clinton ». Dans cet article, il accuse Trump d'être un agent russe, qui serait manipulé à son insu par Poutine. Le soutien apporté à la candidate est interprété comme le signe d'un intérêt pour un poste dans une possible administration Clinton.
Peu après cette tribune, Morell donne une interview sur CBS News à Charlie Rose. Il prend publiquement position en faveur d'une ligne dure à opposer aux Russes et aux Iraniens sur le terrain syrien, en appelant clairement à faire tuer des Russes et des Iraniens en Syrie de manière discrète. Extraits de l'entretien :
– Michael Morell : « Lorsque nous étions en Irak, les Iraniens donnaient des armes aux militants Chiites, qui tuaient des soldats américains [...] Les Iraniens nous ont fait payer. Nous devons faire payer aux Iraniens en Syrie. Nous devons faire payer aux Russes. »
– Charlie Rose : « Leur faire payer en tuant des Russes ? »
– Michael Morell : « Oui. [...] Il faut le faire de manière secrète, donc vous ne dites pas au monde que vous le faites, vous ne vous tenez pas debout au Pentagone en disant « on l'a fait ». Mais vous vous assurez qu'ils le comprennent à Moscou et à Téhéran. »
En s'exprimant sur Assad, Michael Morell ajoute : « je veux m'occuper de ces choses qu'Assad voit comme sa base de pouvoir. Je veux faire peur à Assad. »
Il appelle notamment à renforcer l'aide aux groupes de rebelles dits modérés en Syrie, et au bombardement d'installations du gouvernement syrien.